# Jerney Kaagman

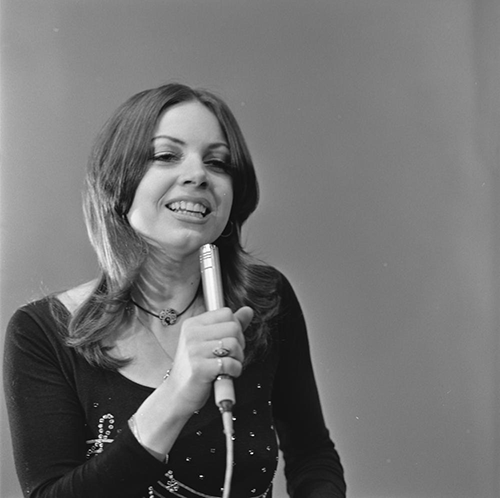
Kaagman (1973)

Jerney Kaagman (* 9. Juli 1947 in Den Haag), eigentlich Christina Henriette Kaagman, ist eine niederländische Popsängerin.

## Leben
Kaagman besuchte das Gymnasium in Leidschendam-Voorburg, wo sie Mitglied des Schulchors war. 1969 wurde sie die Sängerin der im Jahr zuvor gegründeten Band Earth & Fire. Im Frühjahr 1980 hatte die Band ihren größten Erfolg mit dem Titel Weekend.
Nach der ersten Auflösung der Band im Jahre 1983 veröffentlichte sie zwei Soloalben. Weiterhin war sie 1983 in der ersten niederländischen Ausgabe des Playboy zu sehen.
Kaagman ist seit 1987 in der niederländischen Musikergewerkschaft BV Pop tätig. Zudem war sie von 2003 bis 2008 Jurymitglied der niederländischen Castingshow Idols.
Privates:

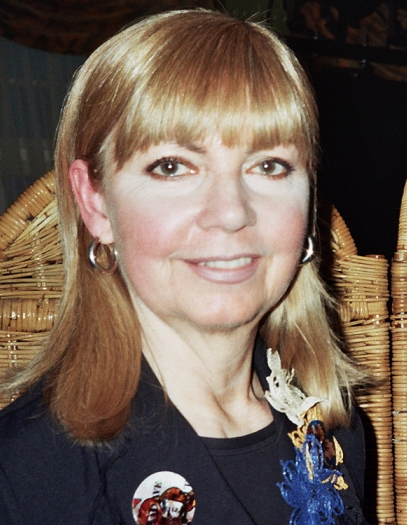
Jerney Kaagman, 2008

Auf einer gemeinsamen Tournee mit einer anderen bekannten niederländischen Band der 1970er-Jahre, Focus, lernte Kaagman den Bassisten Bert Ruiter kennen, den sie zu Earth & Fire holte und mit dem sie seit 1974 bis zu seinem Tod 2022 zusammenwohnte.
Am 18. Oktober 2012 gab sie in der niederländischen Talkshow Pauw & Witteman bekannt, dass sie an der Parkinson-Krankheit erkrankt sei.

## Diskografie

### Soloalben
- 1984: Made on Earth
- 1987: Run

### Solosingles
- 1984: All Right, Here I Am / (In a Shade of a) Willow Tree
- 1984: I Will Love You Endlessly / Misery
- 1984: My Mystery Man / Misery
- 1985: I’ll Take It / Misery
- 1986: Victim of the Night / Theme from V.O.N
- 1987: Running Away from Love / Dance to the Music
- 1988: Queen of Hearts / You’ve Got to Believe
- 1988: Don’t Say It  / I Don’t Wanna Talk About It